# Ruth Kyalisima
Ruth Kyalisima (sinh ngày 21 tháng 11 năm 1955) là một vận động viên chạy nước rút ở Uganda. Bà đã tham gia cuộc thi vượt rào 400 mét nữ tại Thế vận hội Mùa hè 1984 và ở nội dung tiếp sức 4 × 100 mét nữ tại Thế vận hội Mùa hè 1988.